# Gerben Kuypers
Gerben Kuypers (Veurne, 1 februari 2000) is een Belgisch wielrenner en veldrijder. 

## Levensloop
Bij de junioren won hij drie wedstrijden. Op het WK veldrijden voor junioren in Valkenburg werd Kuypers 8e en beste Belg. Bij de beloften eindigde hij in 2021 op de zestiende plaats op de Europese kampioenschappen veldrijden. In dit laatste seizoen bij de beloften, 2021-2022, reed Kuypers goede uitslagen bij zowel de beloften als de elite.
In 2022 won Kuypers in Essen zijn eerste veldrit tussen de profs. Daarnaast was hij eindwinnaar van het regelmatigheidscriterium Coupe de France. Op het BK van 2022 eindigde hij op de vierde plaats. In 2023 werd hij 5e op het BK bij de profs en was tevens winnaar in de categorie elite zonder contract. Deze resultaten leverden hem een ticket op voor het WK in Hoogerheide, waar hij als amateur tussen de profs aan de start stond. Op dat WK haalde Kuypers een 6e plaats. Eveneens in 2023 won hij in het veld de Kermiscross te Ardooie en als wegwielrenner de slotrit van de Ronde van Luik en die van de Ronde van Namen.
Sinds april 2024 rijdt hij voor de World Tour ploeg Intermarché-Wanty. Alvorens prof te worden was hij werkzaam als technicus in een vleesverwerkend bedrijf.

## Palmares

### Veldrijden
Overwinningen
| Seizoen   | Wereldbeker | Coupe de France                                                   | WK | EK  | BK | Overige             | Aantal zeges |
| --------- | ----------- | ----------------------------------------------------------------- | -- | --- | -- | ------------------- | ------------ |
| 2022-2023 |             | Nommay I, Nommay II, Camors I, Camors II, Troyes I eindklassement | 6e | DNS | 5e | Essen               | 6            |
| 2023-2024 |             |                                                                   | -  | -   | -  | Oisterwijk, Ardooie | 2            |
| 2024-2025 |             |                                                                   |    | 7e  |    |                     |              |
| Totaal    | 0           | 5 (1x eindklassement)                                             | 0  | 0   | 0  | 3                   | 8            |

Resultatentabel
| Seizoen   | Aantal zeges      | Regenboogtrui | Europese kampioenentrui | Belgische kampioenstrui | WB  | SP  | X²O | UCI |
| --------- | ----------------- | ------------- | ----------------------- | ----------------------- | --- | --- | --- | --- |
| 2022–2023 | 6 overwinning(en) | 6e            | DNS                     | 6e                      | 24e | 16e | 28e | 17e |
| Totaal    | 6 overwinningen   | 0             | 0                       | 0                       | 0   | 0   | 0   | 0   |

### Wegwielrennen

#### Resultaten in voornaamste wedstrijden
| Jaar | Luik-Bast.‑Luik | Waalse Pijl |
| ---- | --------------- | ----------- |
| 2024 | opgave          |             |
| 2025 | opgave          | 91e         |

## Ploegen
- 2023 –  Circus-ReUz-Technord vanaf 1 maart
- 2024 –  Wanty-ReUz-Technord tot 3 april
- 2024 –  Intermarché-Wanty vanaf 4 april
- 2025 –  Intermarché-Wanty

Braet · Busatto · Calmejane · Colleoni · De Pooter · Faure Prost · Girmay · Goossens · Herregodts · Kuypers(vanaf 4/4) · Marit · Meintjes · Mihkels · Page · Paquot · Petilli · Petit · Planckaert · Rex · Rota · Smith · Taaramäe · Teunissen · Thijssen · van der Hoorn · Van Hoecke · van Poppel · van Sintmaartensdijk · Zimmermann · Dolven(stagiair)